# انگورک
انگورک (نام علمی: Gaultheria procumbens) که عامیانه به نام Wintergreen شناخته می شود گونه‌ای از گلدریا که بومی شمال‌شرقی آمریکای شمالی از نیوفاندلند در غرب تا منیوبا در شمال شرقی و آلاباما در جنوب است. این گیاه عضوی از تیره خلنگیان است.

## رشد و زیستگاه
انگورک درختچهای کوچک و کم رشد است که معمولاً ارتفاع آن به ۱۰ الی ۱۵ سانتیمتر می‌رسد. برگها همیشه سبز، بیضوی تخم‌مرغی شکل هستند ۲ الی ۵ سانتیمتر طول و ۱ الی ۲ سانتیمتر عرض و بوی مشخص متیل سالیسیلات دارند. گلها به شکل زنگ و طول ۵ میلیمتر، سفید، به طور انفرادی یا به صورت گل‌آذین خوشه‌ای رشد می‌کنند. میوه شبیه-سته در واقع کپسول خشکی است که کاسبرگهایی به قطر ۶ الی ۹ میلیمتر دور آن را احاطه کرده است.

## استفاده سنتی
این گیاه توسط قبایل مختلف بومیان آمریکا به عنوان دارو استفاده شده است.